# Distretto di Lahore
Il distretto di Lahore (in urdu: ضلع لاہور) è un distretto del Punjab, in Pakistan, che ha come capoluogo Lahore.